# إيفان باسكيفيتش
الكونت إيفان فيودوروفيتش باسكيفيتش-إريفانسكي أمير وارسو الهادئ ( 19 أيار [بالتقويم القديم: 8 أيار
] 1782 – 1 شباط [بالتقويم القديم: 20 كانون الثاني
] 1856) كان قائدًا عسكريًا روسيًا وكان في منصب زعيم بولندا.
اشتهر باسكيفيتش بقيادة القوات الروسية في بولندا خلال انتفاضة تشرين الثاني ولسلسلة من الأدوار القيادية طوال أوائل ومنتصف القرن التاسع عشر، مثل الحرب الروسية الفارسية 1826-1828، والمرحلة الأولى من حرب القرم. في التاريخ الروسي، يُذكر بأنه قائد عسكري بارز، يُصنف على قدم المساواة مع إيفان ديبيتش زابالكانسكي، قائد الجيوش الروسية في نفس الفترة.
بدأ باسكيفيتش كضابط أثناء الحروب النابليونية حيث خدم في معارك أوسترليتز وبورودينو. وبعد الحرب، أصبح قائدًا في الحرب الروسية الفارسية. أصبح كونتًا ليريفان في عام 1828. وبعد ذلك أصبح زعيم بولندا في عام 1831 بعد أن سحق المتمردين البولنديين في انتفاضة تشرين الثاني. ثم ساعد في سحق الثورة المجرية عام 1848. وكان آخر ارتباط له هو حرب القرم. توفي باسكيفيتش في وارسو عام 1856.
حصل على رتبة مشير في الجيش الروسي، وبعد ذلك في الجيشين البروسي والنمساوي.

## معرض الصور

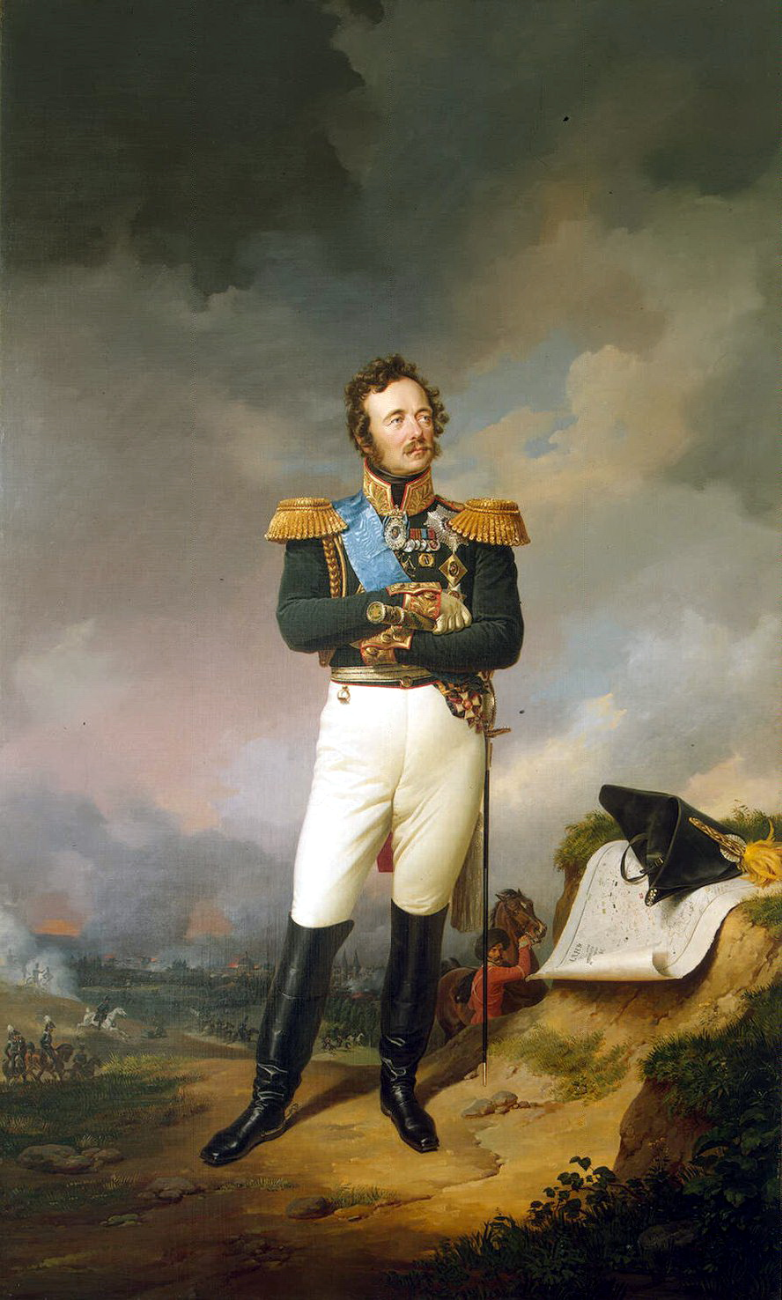
صورة لفرانز كروجر عام 1834، هيرميتاج
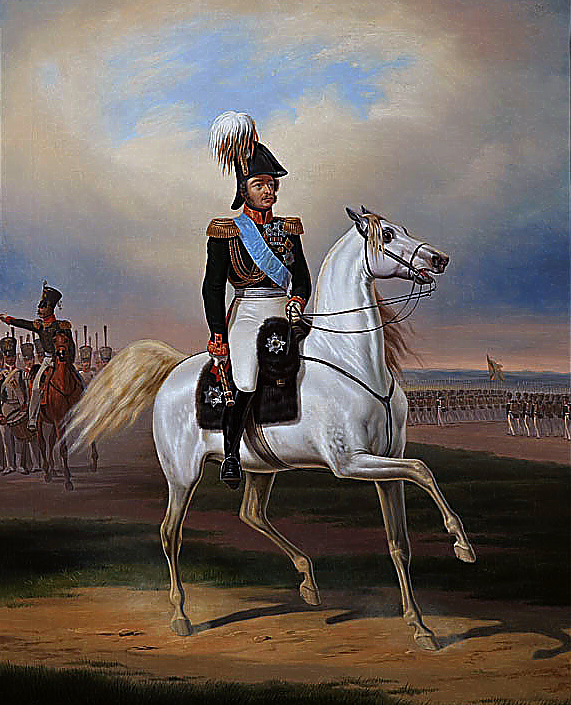
صورة فارس بريشة جانوري سوخودولسكي[الإنجليزية] ق. عام ١٨٤١، المتحف الوطني في وارسو
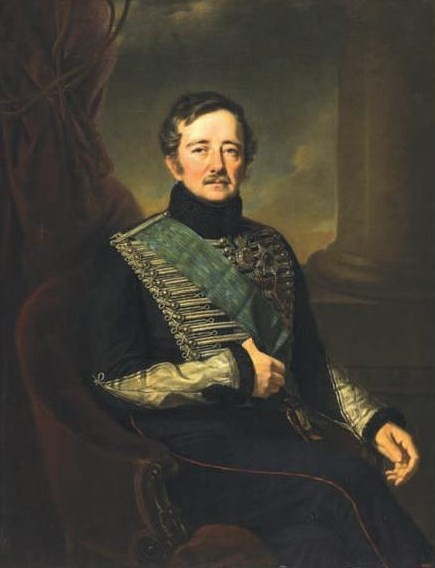
بورتريه ليان قصاري كانيفسكي[الإنجليزية] عام 1849
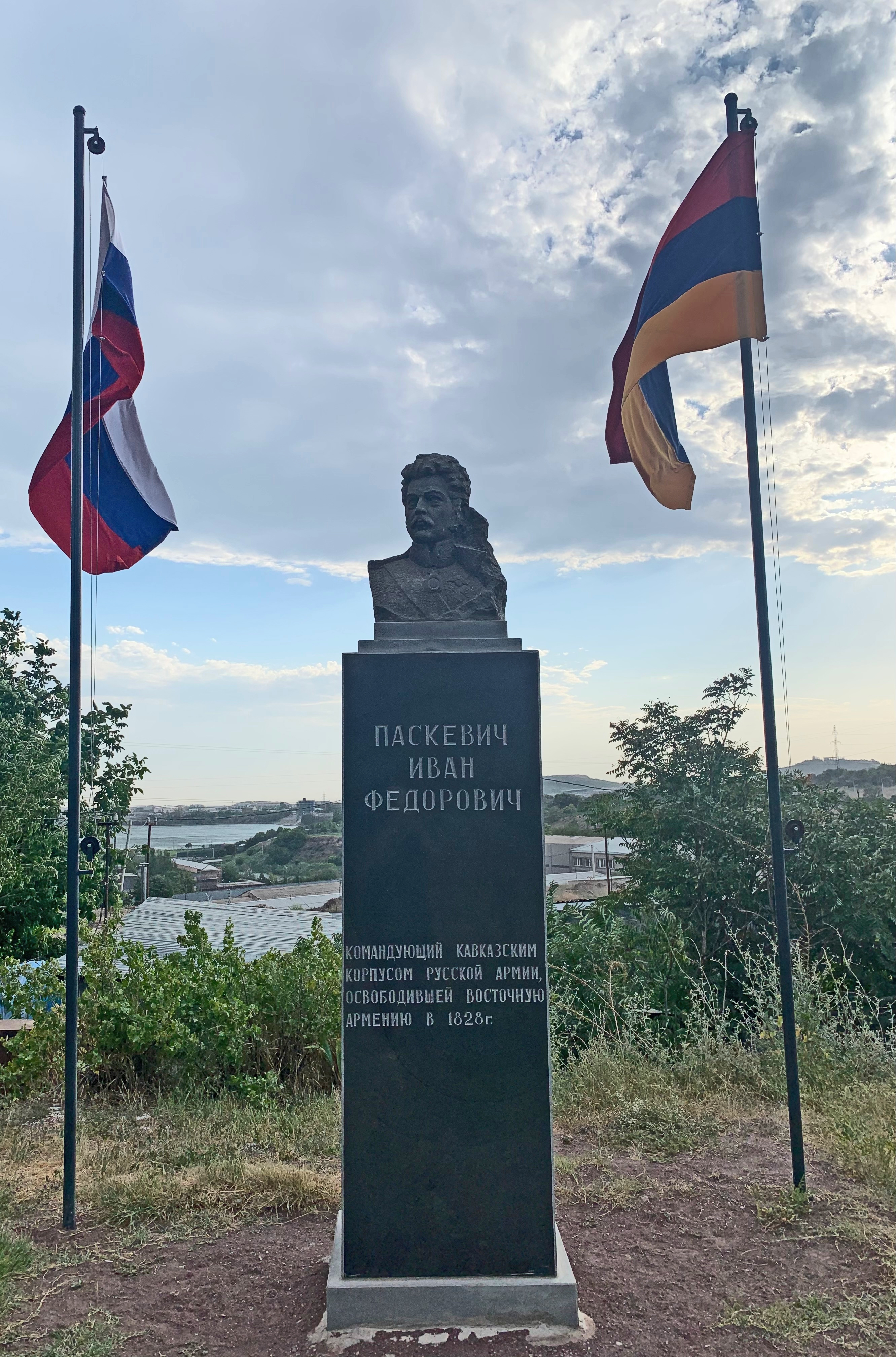
نصب تذكاري لباسكيفيتش في يريفان ، أرمينيا

## ملحوظات
1. ↑  الروسية: Иван Фёдорович Паскевич-Эриванский, светлейший князь Варшавский، رومنة: Ivan Fyodorovich Paskevich-Erivanskiy, svetleyshiy knyaz' Varshavskiy

### فهرس
- Bodart، Gaston (1908). Militär-historisches Kriegs-Lexikon (1618-1905). Vienna and Leipzig: C. W. Stern. اطلع عليه بتاريخ 2023-09-24.
- Malashenko، O. A. (2023). "ПАСКЕВИЧ ИВАН ФЁДОРОВИЧ". Great Russian Encyclopedia. Electronic version. مؤرشف من الأصل في 2024-12-04. اطلع عليه بتاريخ 2023-09-24.

## قراءة إضافية
- باسكيفيتش، إيفان فيدوروفيتش، سفيتليشي كنيز فارشافسكي (2019). ملاحظات حول حملة 1812 . جيمي تشين. [المملكة المتحدة].(ردمك 978-1-7016-3269-1)رقم ISBN 978-1-7016-3269-11286629292